# Кога, Минэити
Минэити Кога (яп. 古賀 峯一 Кога Минэити, 25 сентября 1885 — 31 марта 1944, близ острова Сёбу) — японский военно-морской и государственный деятель. 28-й командующий Объединённым флотом. Маршал флота (31 марта 1944).

## Начало службы
- 17 декабря 1903—1906: учёба в Военной академии Императорского флота Японии (34-й выпуск)
- 19.11.1906. Начал действительную службу на флоте в звании мичман на крейсере «Мацусима», далее с 5.08.07 служил на «Катори», «Отова» и «Сума».

Уже младшим лейтенантом был на крейсере «Соя» (с 22.10.1909) и броненосце «Аки» (с 1.06.1911), и в чине лейтенанта далее, — на «Касиме».
В 1917 году закончил Высшую военную академию Императорского флота Японии в Цукидзи (расположенную там до крупного землетрясения, известного в японской истории как "Великое землетрясение Канто") и произведен в капитаны 3-го ранга.
Участвовал в Первой мировой войне.
С 1920 по 1922 год — на дипломатической службе. Работал в посольстве Японии во Франции.
По возвращении выполнял административные должности на крейсере «Китаками» до производства 1 декабря 1926 в капитаны 1-го ранга, а затем вновь отправился в Париж, где и пребывал как Военно-морской атташе посольства до 1 ноября 1928 (в 1927 году участвовал в Женевской мирной конференции).
Командовал ВМБ в Йокосуке, с 31 декабря 1930 года — командир тяжелого крейсера «Аоба». С 1931 командир линкора «Исэ».
С 1 декабря 1932 года — контр-адмирал.
В 1932 году был переведён в генеральный штаб Императорского флота, где занимал посты:
- 1932 — начальник 3-го управления
- 1933 — начальник 2-го управления

С 1935 — вновь на оперативной службе.
- 1935 — командир 7-й дивизии крейсеров. С 31 декабря 1936 — вице-адмирал.
- 1937 — заместитель начальника генштаба ВМФ

## Участие во Второй мировой войне
Во время Японо-китайской войны:
- 1939 — командующий 2-м флотом
- 1941 — командующий Китайским флотом. 14 декабря награждён орденом Священного сокровища 1-й степени.

Участвовал в разработке операций по нападению на США в Пёрл-Харборе и захвате Гонконга.
С 10 ноября 1942 года — командующий Военно-морской базой в городе Йокосука. С апреля 1943 года — главнокомандующий Японским флотом (после гибели адмирала Исороку Ямамото)
31 марта 1944 года разбился в авиакатастрофе, попав в тайфун на гидросамолёте Kawanishi H8K при осуществлении инспекционной поездки на остров Минданао. О смерти не объявлялось до вступления в должность преемника — адмирала Соэму Тоёды.
12 мая 1944 года посмертно награждён Рыцарским крестом Железного креста с дубовыми листьями.